# Thomas Riis
Thomas Riis (født 1941) er en pensioneret, dansk professor i historie. Han specialiserede sig i emner som Slesvig-Holstens historie, Østersøområdets historie og senest i økonomi- og socialhistorie, fattigdommens historie og byhistorie. Hans produktion har været meget omfattende, og hans betydning for historieforskningen i Skandinavien, Østersølandene, Tyskland, Skotland og Danmark har været betydelig, hvad der også fremgår af det festskrift, der blev tilegnet ham på hans 65 års fødselsdag.

## Karriere
- Nysproglig studentereksamen 1959
- Mag.art fra KU, 1968
- Dr.phil. Ved Odense Universitet, 1977
- Videnskabelig medarbejder ved Hist.Inst.,KU, 1969-77
- Assistent ved European University Institute, Firenze, 1977-79
- Professor sammesteds, 1979-80
- Rejsestipendium fra Carlsbergfonden, til arkivstudier over handel i Nordsyrien i det 19. årh., 1980-81
- Carlsberg Research Fellow, afd. f. Skotsk Historie ved University of St. Andrews, Skotland, 1981-84
- Medudgiver af Diplomatarium Danicum, 1985-93
- Medarbejder ved Christian-Albrechts-Universität, Kiel, 1993-94
- Ansat som professor for Slesvig-Holstensk Historie ved Christian-Albrechts-Universität, Kiel, 1994-2008
- Pensioneret, 2008

## Medlemskaber
Han var medlem af flere, historiske selskaber, bl.a.
- Scottish Medievalists (fra 1989)
- Den internationale kommission for Byhistorie (fra 1994)
- Northern European Historical Research Network (fra 2003)
- Historians of the Northern Commonwealth (formand fra 2006)

## Værker
- Les institutions politiques centrales du Danemark 1100-1332, 1977, ISBN 87-7492-214-9
- Should Auld Acquaintance Be Forgot...: Scottish-Danish Relations, 1983, ISBN 978-8774926955
- Studien zur Geschichte des Ostseeraumes, bd. 1-3, 1995-98, ISBN 978-8778380838, ISBN 978-8778382405 og ISBN 978-8778382603
- Wirtschafts- und Sozialgeschichte Schleswig-Holsteins: Leben und Arbeiten in Schleswig-Holstein vor 1800, 2009, ISBN 978-3937719993

## Eksterne links
- Christian-Albrechts-Universität, Kiel: Professur für Regionalgeschichte mit Schwerpunkt Schleswig-Holstein Arkiveret 2. marts 2010 hos  Wayback Machine (tysk)